# Heike Fischer
Heike Fischer, (Demmin, 7 de setembro de 1982) é uma saltadora ornamental alemã que compete em provas de saltos ornamentais por seu país.
Fischer é a detentora de uma medalha olímpica, conquistada na prova do trampolim de 3 metros sincronizado dos Jogos Olímpicos de Pequim, em 2008. Anteriormente, disputou também a prova do trampolim de 3 m, nos Jogos de Atenas, e conquistou a primeira e única medalha feminina alemã na prova do trampolim de 1 m, na edição mundial de Montreal, em 2005.